# بين القصرين (رواية)
بين القصرين هو الجزء الأول من ثلاثية نجيب محفوظ الشهيرة، والتي تشكل القاهرة ومنطقة الحسين خصيصا المسرح الأساسي والوحيد لأحداثها. تحكي الرواية قصة أسرة من الطبقة الوسطى، تعيش في حي شعبي من أحياء القاهرة في فترة ما قبل وأثناء ثورة 1919. يحكمها أب متزمت ذو شخصية قوية هو السيد أحمد عبد الجواد (سي السيد). ويعيش في كنف الأب كل من: زوجته أمينة وابنه البكر ياسين وابنه فهمي وكمال إضافة إلى ابنتيه خديجة وعائشة.

## الشخصيات
تدورُ أحداث رواية «بين القصرين» حول عائلة السيد أحمد عبد الجواد، فتتبدَّلُ الشخصية التي تتمحورُ حولها مجريات الأحداث في فصول الرواية بين جميع أفراد عائلته، بما فيهم هو (السيد) وزوجته (أمينة) وأبناؤه (ياسين وفهمي وكمال) وبِنْتاه (خديجة وعائشة).
تعيشُ عائلة أحمد عبد الجواد (كما تُصوِّرها بداية الرواية) في انضباطٍ تامٍّ تحت جناحه، إذ لا يُسْمَحُ للأم وبناتها بالخروج من البيت قطّ ولا يجوزُ للأبناء مساءلة رأيه أو مناقشته في أمر، وأما السيد نفسه فيعيشُ حياة مزدوجةً بين الشخصية الصارمة التي يظهرُ بها أمام عائلته وشخصية ليّنة لطيفة يظهرُ بها أمام الناس، كما يعيشُ ازدواجاً شبيهاً بين مبادئه المحافظة في ضَبْط عائلته داخل البيت وبين ملازماته للشراب والنساء خارجه.

## ملخص القصة
تبدأ أحداث الرواية بخروج ذكور الأسرة إلى أعمالهم ومدارسهم في الصباح، إذ تأتي للسيد أحمد عبد الجواد في دُكَّانه ضيفة غير معتادة هي العالمة «زبيدة»، فيتغازلُ معها ويزورها في بيتها مساءً محاولاً التقرُّب منها، ويحضرُ عندها -مع عددٍ من أصدقائه- حفلةً ليلية تنتهي بـ«زفّهما» معاً.
في هذه الأثناء، يخرجُ ياسين (الابن الأكبر) إلى سهرةٍ تخصّه يراقبُ فيها من بعيد بيت «زنوبة العوادة»، وهي ابنة العالمة زبيدة. يصلُ إلى لياسين خبرٌ بأن والدته (وهي زوجة أحمد عبد الجواد الأولى) مُشرفةٌ على الزواج لمرَّة جديدة بعد زيجات كثيرة فاشلة، ويُقرَِّر ياسين أن يلتقي بها -لأول مرة منذ سنين- ليحاول أن يثنيها عن هذه الخطوة، معلّلاً ذلك بما سوف تجلبهُ من عارٍ إلى سمعته بين أقرانه، على أن والدته ترفضُ رجاءه متألّمة من عدم اكتراثه بسعادتها.

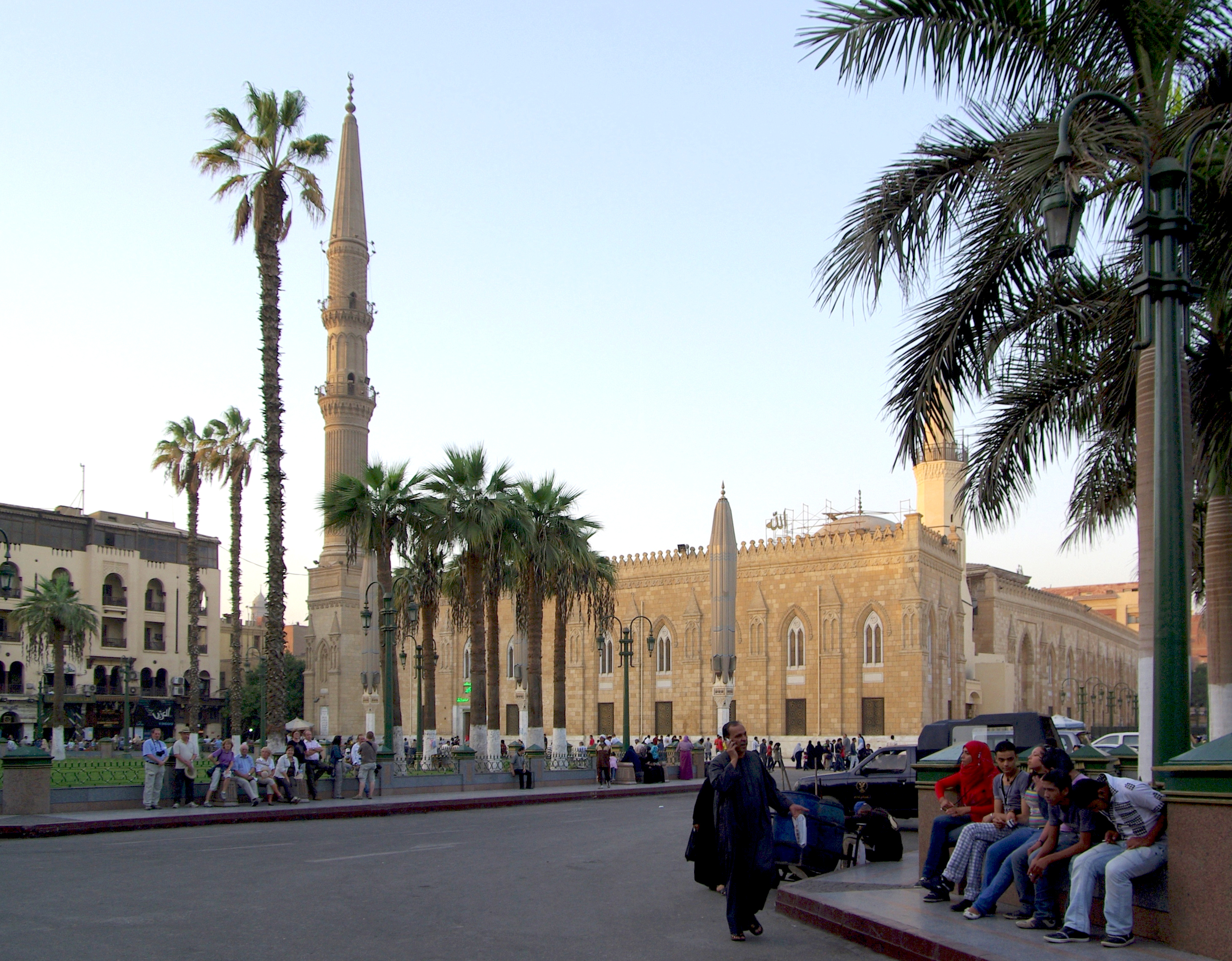
مسجد الإمام الحسين، الذي تتوق أمينة (زوجة أحمد عبد الجواد) لزيارته.

في المساء، يخبرُ الأخ الأوسط فهمي والدته برغبته بخطبة ابنة الجيران «مريم» التي تكبرهُ بعامَيْن، لكن السيّد يرفضُ الفكرة رفضاً قاطعاً بل ويُشكِّكُ بأن ابنه يراقب بنت الجيران، وهو أمرٌ غير مقبول بالنسبة له. في اليوم التالي، تَصِلُ «سيدات غريبات» إلى المنزل ليطلُبْنَ يد البنتِ الصغرى عائشة، لكن السيّد يرفضُ هذه الزيجة -كذلك- رفضاً قاطعاً ونهائياً على اعتبار أن الأخت الصغرى لا تتزوَّج قبل الكبرى (وهي خديجة).
يسافر السيد إلى مدينة بورسعيد لقضاء واجب عمل، فتعيشُ العائلة في غيابه فُسْحةً نادرةً من الحرية يستغلّها الأبناء لإقناع والدتهم أمينة بتحقيق رغبتها القديمة بزيارة مسجد الإمام الحسين، والذي يَقَعُ على مسافة سيرٍ من منزلها، لكن لم يُسْمَح لها بالخروج إليه قطّ. أثناء عودة أمينة وابنها كمال من زيارة المسجد تتعرَّض لحادث سير وينكسرُ كتفها، ويكتشف السيّد الحادث عند عودته من بورسعيد، فيتظاهرُ بالهدوء أولاً، لكن ما إن يُشْفَى كسرها حتى يأمرها بالرحيل إلى بيت والدتها.
تَحِلّ خديجة وعائشة مكان والدتهما في أداء واجبات المنزل، وبعد نقاش بين أبناء السيد «أحمد عبد الجواد»؛ يتّفقون جميعاً على الاستعانة بـ«وسيطٍ» لإقناع أبيهم بإعادة أمهم إلى المنزل، ويلتسمون هذه الوساطة من جارتهم «أم مريم». ويقبل السيد أحمد شفاعة أم مريم، على أنها تستوقف ذهنه حينما تدعوه «أخاً» لها، بل تقول عنه إنه «أعزّ من الأخ». ولا تكاد تنقضي هذه الزيارة حتى يستقبلُ السيد زيارةً من «تيزة» زوجة المتوفّى «شوكت»؛ وهم (آل شوكت) عائلة معروفة بثراءها وبأصولها التركية المُفْتَخَرة، وتطلبُ المرأة العجوز يد عائشة لابنها خليل. ويحتجُّ السيد أحمد -في البداية- لرغبته المعهودة بتزويج الأخت الكبرى قبل الصغرى، لكنه يٌُقرِّر -أخيراً- تزويج عائشة.

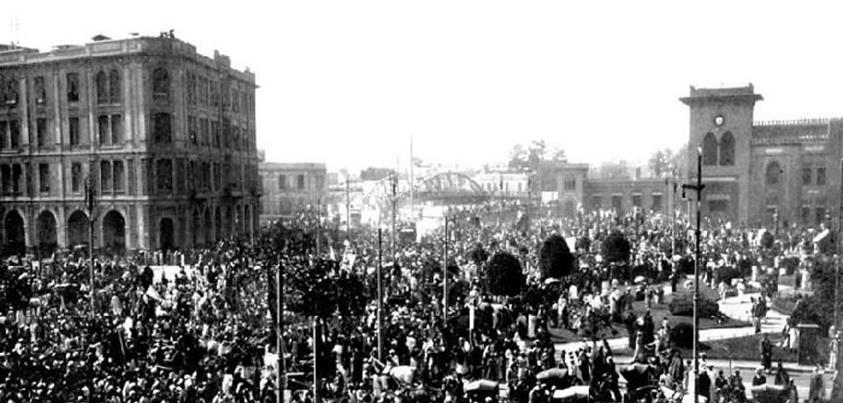
إحدى تظاهرات ثورة 1919 في مصر، والتي تظهر أحداثها في الرواية.

وفي هذه الأثناء، يذهبُ الأبناء لاصطحاب أمينة من بيت أمها إلى بيت السيد أحمد، فيلتمُّ شمل الأسرة مرة أخرى وتبدأ استعدادات العُرْس. ذات مساء، يذهبُ ياسين للقاء «زنوبة العوّادة» وقضاء الليلة معها، حسبما اتفقا عليه سابقاً، لكنه يفتاجأ حينما يكتشفُ في منزلها (وهو منزل العالمة «زبيدة») حفلة شراب وعربدة وقد توسَّطها والده يدقُّ على الدفّ ويُغنِّي. ويتركُ هذا المشهد -الذي يرقبهُ ياسين من بعيد- أثراً عميقاً في نفسه.
أثناء عرس عائشة وخليل شوكت، تُغنِّي (في قسم النساء) العالمة «جليلة»، والتي يتبيَّن كانت من عشيقات السيد أحمد السابقات، وتُصِرُّ «جليلة» في سَكْرَتِها على الخروج من مساحة النساء ومقابلة السيد أحمد على رؤوس الأشهاد، مثيرةً امتعاضه وجزعه الشديد، ولافتةً أنظار ياسين. يرجعُ ياسين من العرس مخموراً ومتأثِّراً بما شاهده من علامات عربدة أبيه، وفي شهوته تِلْكَ يحاولُ أن يُجَامِعَ «أم حنفي» (وهي خادمة المنزل)، فتثيرُ استغاثتها فضيحةً ينهره على إثرها والده أشدَّ النَّهْر، ومن ثم يُقرِّر والده -على إثر الحادثة نفسها- تزويجه من «زينب» (وهي بنت صديق السيد وتاجر الأقمشة المُسمَّى «محمد عفت»).
تنتقلُ زينب -بعد العرس- للعيش في بيت السيد أحمد؛ حسب عادات مجتمع القاهرة آنذاك، لكن سرعان ما تفترُ علاقتها بياسين، الذي يستقبلُ الزواج بفرحة عارمة تنقلبُ بعد برهة إلى ضجرٍ وسأم، فيحاولُ أن يصطحب زوجته إلى سهراته الليلية في الملاهي، على أن غضبة والده عليه (لاصطحاب «حريمه» خارج البيت) تقوده إلى النأي عن زوجه والخروج وحيداً، مقتدياً في ذلك بوالده من قبله. وفي الوقت نفسه، تخطبُ زوجة شوكت البنت الكبرى «خديجة» لابنها «إبراهيم»، فتتزوَّج الأختان من أخوَيْن.
بعد انتهاء الحرب العالمية الأولى، يسافرُ الوفد المصري (بقيادة سعد زغلول) إلى بريطانيا مطالباً بالاستقلال، فيتعرَّضُ للاعتقال والنفي إلأى مالطا، مما يثيرُ جلبةً في البلاد يركبُ موجتها «فهمي»، فينضمُّ إلى اجتماعات سرية لمظاهرات وإضرابات في ثورة 1919 المصرية، ولكنه يُخْفِيها عن أهله. يقيمُ الجيش الإنكليزي معسكراتٍ في أحياء وشوارع القاهرة استجابةً للاحتجاجات، من ضمنها معسكرٌ أمام بيت السيد أحمد (في سبيل بين القصرين) يُقوِّضُ على سكان البيت عيشهم.

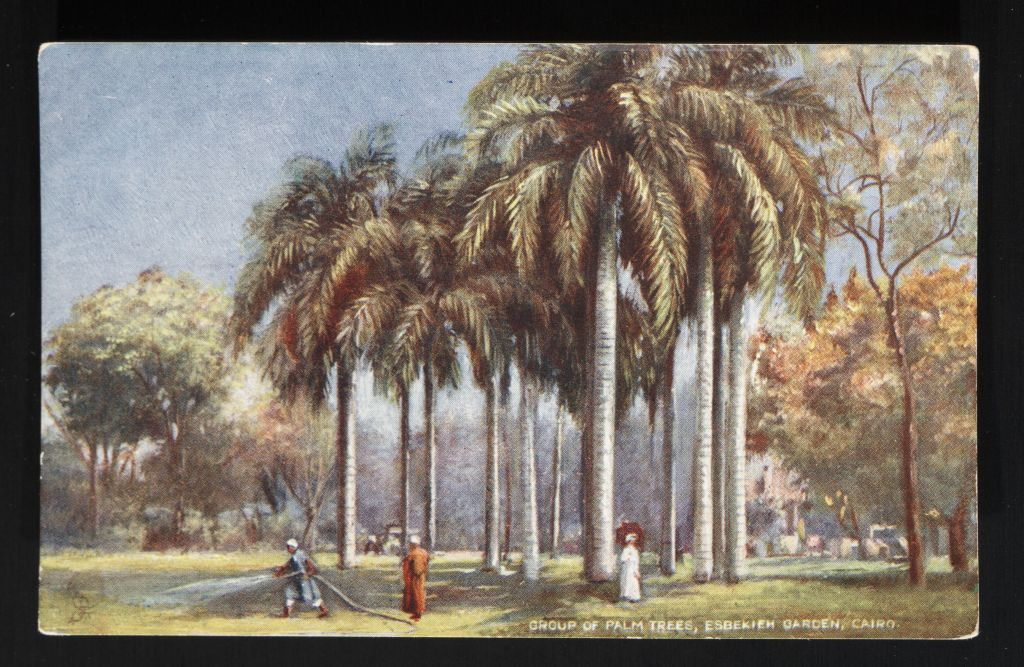
حديقة الأزبكية، حيث خرجت المظاهرة السلمية بقيادة فهمي.

يضيقُ «ياسين» بحياته محاصراً في المنزل بعيداً عن سهراته، فيحاولُ ذات مساءٍ التحرّش بالجارية السوداء «نور»، على أن زوجته «زينب» تكتشفهُ متلبِّساً وهو في حجرة الجارية، وفتصبُّ عليه جام غضبها عليه؛ فتغادرُ ساخطةً إلى بيت أبيها «محمد عفت»، ويضطرُّ ياسين -تحت ضغط والده- لتطليقها. بعد أيام، يتعرَّض «ياسين» (مع والده وأخيه) لهجومٍ من المُصلِّين في مسجد الحسين، لاتهامه بأنه عميلٌ للإنكليز، وينقذهم «فهمي» بشهادة زملائه ممَّن يعرفونه من مظاهرات الثورة، لكن هذا الإنقاذ يكشفُ دور «فهمي» في المظاهرات أمام أبيه، فيلقى منه نهراً وزجراً شديداً.
تتوفّى والدة «ياسين» بدون أن تترك له ميراثاً كبيراً، فيكتشفُ دفئاً في مشاعره نحوها. وفي إحدى الليالي وبينما يرجع السيد أحمد من سهرة له في بيت «أم مريم» يستوقفه جنود بريطانيون ويعتقلونه، فيخالُ أنه سيقضي نحبه، على أنهم يأخذونه (مع عشرات الرجال) للمساعدة في طمر حفرةٍ حفرها الثوار للتعرُّض لمركبات الإنكليز. ويرجعُ السيد أحمد من معتقله وكأنه نجى من الموت، ويصبحُ في توقٍ لاستعادة حياته الهادئة، وتملأه السعادة حينما يتلقَّى خبر عودة سعد زغلول من منفاه والسماح بالمظاهرات وانتصار الثورة (وذلك يوم 7 أبريل 1919). وبعد إعلان الإفراج عن سعد باشا، يطلبُ «فهمي» من أبيه السماح والشفاعة عن الرجوع عن كلمته سابقاً، ثم يخرج لقيادة مظاهرة سلمية مُصرَّحٍ بها وبرضى أبيه، فيفاجأ حينما ينهالُ على المتظاهرين رصاص الجنود الإنكليز قرب حديقة الأزبكية. ويصلُ نبأ «استشهاد» فهمي إلى السيد أحمد وهو في دكانه، فيسيرُ مترنِّحاً إلى بيته وقد أظلمت الدنيا في عينيه.

## اقتباسات من الرواية
- الثورة وأعمالها فضائل لا شك فيها مادامت بعيدة عن بيته.. فإذا طرقت بابه، وإذا هددت أمنه وسلامته وحياة أبنائه، تغير طعمها ولونها ومغزاها.انقلبت هوسا وجنونا وعقوقا وقلة أدب
- إذا لم نقابل الإرهاب بالغضب الذي يستحقه فلا عاش الوطن بعد اليوم، لا يجوز أن تنعم البلاد بالسلام وزعيمها الذي قدم نفسه فدية لها يعاني عذاب الأسر...!
- ليس الحب لديه إلا تلك الشهوة العمياء أو هذه الشهوة المبصرة وهي أسمى ما عرف من ألوانه

## وصلات خارجية
- آراء القراء حول رواية بين القصرين  على موقع أبجد